# Thwaitesia phoenicolegna
Thwaitesia phoenicolegna là một loài nhện trong họ Theridiidae.
Loài này thuộc chi Thwaitesia. Thwaitesia phoenicolegna được Tord Tamerlan Teodor Thorell miêu tả năm 1895.